# Aristolochia ridicula
Aristolochia ridicula là một loài thực vật có hoa trong họ Aristolochiaceae. Loài này được N.E.Br. mô tả khoa học đầu tiên năm 1886.